# The Face (magazyn)
The Face – brytyjski miesięcznik (od 2019 roku kwartalnik) z siedzibą w Londynie, poświęcony muzyce tanecznej, modzie, filmowi, telewizji i zagadnieniom społecznym. Założony w 1980 roku, a w 2004 zamknięty. Ponownie wylansowany w 2019 roku. Razem z magazynami Mixmag i Kerrang! należy do spółki Wasted Talent Ltd. Funkcjonuje również jako strona internetowa, theface.com. 

## Historia i profil

### 1980–2004
The Face został założony przez Nicka Logana w Londynie w 1980 roku. Był on wcześniej przez pięć lat redaktorem w NME, założył również magazyn Smash Hits. Ponieważ wydawca Emap, do którego zwrócił się z pomysłem nowego magazynu, nie wyraził nim zainteresowania, postanowił sam zrealizować swój zamiar. Kupił za własne oszczędności papier w Finlandii, po czym zamówił druk w drukarni w Caerphilly. Postawił na maksymalnie duży format nowego czasopisma i wyeksponowanie w nim kolorowych fotografii. Jego współpracownikiem w kwestiach graficznych został Neville Brody, który w latach 1981–1986 był kierownikiem artystycznym The Face. Z wydrukowanych 75 000 egzemplarzy Logan sprzedał 57 000. Jak stwierdził w wywiadzie dla dziennika The Guardian, pomógł mu w tym strajk drukarzy, który sprawił, że Melody Maker i NME nie pojawiły się w kioskach. The Face poruszał takie tematy jak: muzyka, moda, film, telewizja, społeczeństwo, polityka i globalne sprawy bieżące. Współpracował z czołowymi pisarzami, fotografami, stylistami i projektantami na świecie. Na jego okładkach pojawiały się takie gwiazdy jak: Kate Moss, Alexander McQueen, New Order, The Stone Roses, Grace Jones, David Beckham, Beyoncé, Björk, David Bowie, Duran Duran, Oasis, Luke Perry czy Naomi Campbell. Przez długi czas był źródłem kulturowego przebudzenia dla pokoleń brytyjskiej młodzieży. 
W 1988 roku, gdy The Face zbliżał się do wydania setnego numeru, pojawił się pierwszy kryzys w jego działalności. Jego sprzedaż spadała, a Nick Logan poważnie rozważał zamknięcie magazynu. Ostatecznie wycofał się z tego pomysłu pod wpływem rosnącej popularności brytyjskiej muzyki tanecznej oraz nowych, ekscytujących kierunków w modzie. Okazało się wówczas, że jest zapotrzebowanie na takie magazyny jak The Face. W 1989 roku funkcję redaktora naczelnego objęła Sheryl Garratt, pełniąc ją do 1995 roku.
W 1992 roku The Face przegrał proces sądowy z Jasonem Donovanem po tym, jak insynuował, że jest on gejem i kłamcą, czemu artysta zaprzeczył. Zadowolił się on wówczas mniejszą, niż pierwotnie zasądzona, sumą odszkodowania ratując w ten sposób magazyn przed bankructwem. W 1995 roku nowym redaktorem naczelnym został Richard Benson; funkcję tę pełnił do 1998 roku.
W 1999 roku The Face został kupiony przez Emap, jednak przez kolejne lata jego sprzedaż drastycznie spadała osiągając w 2004 roku średnio 40 000 egzemplarzy miesięcznie, z czego 24 500 w Wielkiej Brytanii i Irlandii; w szczytowym okresie magazyn sprzedawał się w nakładzie 70 000 egzemplarzy miesięcznie. W tym samym roku został zamknięty.
W 2017 roku The Face został kupiony (za nieujawnioną kwotę) przez właściciela magazynów: muzyki tanecznej, Mixmag i muzyki rockowej, Kerrang!. W tym samym roku nakładem wydawnictwa Thames & Hudson ukazała się książka autorstwa Paula Gormana, The Story of the Face: The Magazine That Changed Culture, poświęcona historii wydawnictwa, czasom, w których się ukazywało oraz przemianom społeczno-kulturowym i politycznym, jakie wtedy się dokonały w Wielkiej Brytanii.
W listopadzie 2018 roku redaktorem naczelnym The Face został Stuart Brumfitt.

### Odrodzenie magazynu (2019)
W 2019 roku nastąpiło odrodzenie The Face, najpierw jako konta na Instagramie (w marcu), a następnie (w kwietniu) jako strony internetowej, theface.com. We wrześniu wydany został pierwszy numer drukowanego kwartalnika. Na jego okładce pojawili się celebryci: Harry Styles, Dua Lipa, Rosalía i Tyler, the Creator. Jak wyjaśnił w wywiadzie dla The Guardian Stuart Brumfitt, wybór jednej gwiazdy na premierę nie byłby właściwy: „Po prostu podoba nam się fakt, że muzyka pop przeżywa ten niesamowity moment i jest tak szeroki wachlarz postaci”. Według zapowiedzi na stronie internetowej magazynu, inauguracyjny numer będzie również zawierał eklektyczną mieszankę historii, od imprez w klubach nocnych w Barcelonie po londyńskich kierowców autobusów i odrodzenie mody na tech-wear. W listopadzie nowym redaktorem naczelnym wydawnictwa został mianowany Matthew Whitehouse, były redaktor działu kultury w i-D i zastępca redaktora naczelnego, Stuarta Brumfitta, który odszedł w październiku.